# سان مارتن دي سينتيلاس
بلدية سانت مارتي دي سينتيليس (بالكاتالانية: Sant Martí de Centelles) هي إحدى بلديات مقاطعة برشلونة، والتي تقع في منطقة كاتالونيا، شرق إسبانيا.
يبلغ عدد سكانها 941 نسمة وفقاً لإحصائية سنة (2007).